# هنریک لیک
هنریک لیک (انگلیسی: Henrik Leek؛ زادهٔ ۱۵ مارس ۱۹۹۰) ورزشکار کرلینگ اهل سوئد است. لارس هنریک لیک به عنوان یکی از اعضای تیم ملی مردان کرلینگ سوئد، در مسابقات بین‌المللی متعددی شرکت کرده است. او به‌خاطر حضور در تیم ملی کرلینگ سوئد، اغلب در کنار نیکلاس ادین شناخته می‌شود.

## مهم‌ترین دستاوردهای ورزشی

### مدال المپیک
یکی از برجسته‌ترین افتخارات هنریک لیک، کسب مدال نقره در رشته کرلینگ در بازی‌های المپیک زمستانی 2018 بود. او به همراه تیمش توانست تا مرحله نهایی این رقابت‌ها پیشروی کند و در یک بازی نزدیک، مدال نقره را از آن خود کند.

### مسابقات جهانی و اروپایی
هنریک لیک در چندین دوره از مسابقات جهانی و اروپایی کرلینگ شرکت کرده است و به عنوان یک بازیکن جایگزین و اصلی در تیم ملی سوئد حضور داشته است.